# Lwazi Mvovo
Pas d'image ? Cliquez ici

a Compétitions nationales et continentales officielles uniquement.

b Matchs officiels uniquement.
Dernière mise à jour le 5 août 2024.
Lwazi Ncedo Mvovo, né le 3 juin 1986 à Mthatha (Afrique du Sud), est un joueur de rugby à XV international sud-africain évoluant essentiellement au poste d'ailier. Il joue la quasi-totalité de sa carrière professionnelle avec des Sharks en Super Rugby, et la province des Natal Sharks en Currie Cup, entre 2007 et 2021. Il mesure 1,85 m pour 91 kg.

## Carrière

### En club
Lwazi Mvovo commence sa carrière professionnelle en 2007 avec la province des Blue Bulls en Vodacom Cup, puis, deux ans plus tard, il fait également ses débuts en Currie Cup.
En 2010, il est sélectionné par les Sharks et fait ses débuts en Super Rugby. Grâce à sa vitesse de pointe (chronométré à 10,32 s secondes au 100 m) et à ses qualités de finisseur, il devient un cadre de son équipe et ses bonnes performances lui ouvre rapidement les portes de la sélection nationale cette même année.
En 2017, il rejoint pour une saison le club japonais des Canon Eagles, basé à Machida, qui évolue en Top League.
Il met un terme à sa carrière de joueur en février 2021, et devient entraîneur pour les équipes jeunes des Sharks,.

### En équipe nationale
Lwazi Mvovo obtient sa première cape internationale avec l'équipe d'Afrique du Sud le 20 novembre 2010 à l'occasion d'un test-match contre l'équipe d'Écosse à Murrayfield,.
Il est présent dans le groupe élargi retenu pour préparer la Coupe du monde 2011 en Nouvelle-Zélande, mais n'est finalement pas retenu au sein de le groupe définitif, le sélectionneur Peter de Villiers lui préférant finalement Odwa Ndungane.
Il fait partie du groupe sud-africain choisi par Heyneke Meyer pour participer à la Coupe du monde 2015 en Angleterre. Il dispute deux matchs de cette compétition, contre le Japon et les États-Unis.

## Palmarès

### En club
- Vainqueur de la Currie Cup en 2008, 2010 et 2013 avec les Natal Sharks.
- Finaliste du Super Rugby en 2012 avec les Sharks.

### En équipe nationale
- Troisième de la Coupe du monde en 2015.

## Statistiques
Lwazi Mvovo compte 17 capes en équipe d'Afrique du Sud, dont treize en tant que titulaire, depuis le 20 novembre 2010 contre l'équipe d'Écosse à Murrayfield. Il inscrit 30 points (6 essais). 
Il participe à trois éditions du Tri-nations ou du Rugby Championship, épreuve qui lui succède, en 2011, 2012 et 2015. Il dispute sept rencontres dans cette compétition.